# Jusqu'à ce que le mariage nous sépare
Pour plus de détails, voir Fiche technique et Distribution.
Jusqu'à ce que le mariage nous sépare (Hasta que la boda nos separe) est une comédie espagnole de 2020 réalisée par Dani de la Orden, elle-même un remake de Jour J de Reem Kherici. Il met en scène Belén Cuesta, Álex García, Silvia Alonso, Adrián Lastra, Antonio Dechent, Gracia Olayo, Mariam Hernández, Salva Reina et Leo Harlem,.

## Synopsis
Marina est une trentenaire qui gagne sa vie en organisant des mariages. Contrairement à ses clients, elle profite d'une vie sans attaches ni engagements, jusqu'à ce qu'un soir elle rencontre Carlos, une autre affaire pour elle et un moment de faiblesse pour lui. Car il a une petite amie : Alexia, une jeune femme parfaite et amie d'enfance de Marina. Lorsqu'Alexia découvre la carte de visite de Marina dans les affaires de Carlos, elle l'interprète comme une demande en mariage et dit oui immédiatement. Comment l'histoire va-t-elle se poursuivre ?

## Distribution
| Acteur/Actrice       | Rôle                              |
| -------------------- | --------------------------------- |
| Belén Cuesta         | Marina                            |
| Álex García          | Carlos                            |
| Silvia Alonso        | Alexia                            |
| Antonio Dechent      | Arturo                            |
| Mariam Hernández     | Irene                             |
| Garcia Olayo         | Lourdes                           |
| Salva Reina          | Capitaine du navire               |
| Ricardo Castella     | Ernesto                           |
| Jorge Ponce          | Paul                              |
| Ernesto Sevilla      | Père de Marina                    |
| Adrián Lastra        | Ben                               |
| Leo Harlem           | Don Emilio                        |
| Malena Alterio       | Chef                              |
| Antonio Resines      | Père de la mariée                 |
| Jordi Sánchez        | Représentant                      |
| Juana Cordero        | Sœur Tomasa                       |
| Pilar Calvo Morillas | Mariée                            |
| Iratxe Emparan       | Marina enfant                     |
| Alba Fontecha        | Représentante des accompagnateurs |
| Paloma Albadalejo    | Invitée                           |
| Yonay Hernandez      | Spécialiste                       |
| Cayo Martin Franco   | Prêtre incendiaire                |
| Roberta Fauteck      | Alexia enfant                     |
| Álvaro Balas         | Écolier                           |
| Jorge Ivan Cardenas  | Cuisinier                         |
| Geny Díaz            | Spécialiste                       |
| Andrés Quesada       | Andrés (invité de marque)         |

- Malena Alterio : cheffe du restaurant
- Antonio Resines : témoin au premier mariage
- Jordi Sánchez : représentant artistique
- Carolina Durante : lui-même